# Elecciones provinciales de La Rioja (Argentina) de 1963
Las elecciones generales de la provincia de La Rioja de 1963 tuvieron lugar el domingo 7 de julio del mencionado año, con el objetivo de restaurar las instituciones democráticas constitucionales y autónomas de la provincia después del golpe de Estado del 29 de marzo de 1962, que derrocó al gobierno constitucional de Arturo Frondizi e intervino todas las provincias. Fueron las decimosextas elecciones provinciales riojanas desde la instauración del sufragio secreto. Se realizaron también en el marco de la proscripción del peronismo de la vida política argentina, por lo que se considera que los comicios no fueron completamente libres y justos. La elección provincial se celebró el mismo día que las elecciones presidenciales y legislativas a nivel nacional.
Gran cantidad de los votantes peronistas, así como varios partidarios de Frondizi, que se encontraba encarcelado, se expresaron por medio del voto en blanco, lo que motivó que el 21.65% del electorado de la provincia sufragara de dicha manera. El 38.36% de los votos válidos correspondieron a Juan José de Caminos, de la Unión Cívica Radical del Pueblo (UCRP), que ganó también a nivel nacional con Arturo Umberto Illia como candidato. En segundo puesto, aunque tercero detrás de los votos en blanco, quedó el conservador Partido Demócrata. Habiendo ganado ampliamente las dos elecciones anteriores, el partido de Frondizi, la Unión Cívica Radical Intransigente, recibió solo el 14.98% de los votos positivos. La Unión Popular, partido de carácter neoperonista, quedó en cuarto puesto con el 14.54%. Otros partidos se repartieron el 14.91% restante del voto, con una participación del 80.20% del electorado registrado.
Los cargos electos asumieron el 12 de octubre. De Caminos no completó su mandato constitucional ya que fue depuesto por el golpe de Estado del 28 de junio de 1966, que intervino también todas las provincias. Fue el último gobernador constitucional de La Rioja hasta la actualidad ajeno al Partido Justicialista (PJ).